# 김병훈 (필드하키 선수)
김병훈(金炳訓, 1982년 10월 30일 ~ )은 대한민국의 필드하키 선수, 지도자로 현역 시절 포지션은 스위퍼이다.

## 학력
- 한국체육대학교

## 경력
- 2008년 하계 올림픽 남자 하키 국가대표